# Pirš
Pirš je priimek več znanih Slovencev:
- Andrej Pirš (*1941), pravnik, strok. za gospodarsko in pomorsko pravo
- Andrej Pirš (*1951), dogmatični teolog (p.)
- Gregor Pirš (*1970), skladatelj, radijski urednik
- Gregor Pirš (*1990), tekvondist
- Janez Pirš (*1945), fizik (IJS)
- Janez Pirš (1947—2005), novinar in TV voditelj
- Jože Pirš (1925—1999), metalurg, prof. na Reki
- Mateja Pirš, mikrobiologinja/imunologinja
- Miroslav Pirš (1919–2014), kemik
- Sandi Pirš, arhitekt
- Urška Pirš, novinarka